# Musée de la ville de Cologne
Le musée de la ville de Cologne (en allemand Kölnisches Stadtmuseum) est un musée situé à Cologne, retraçant l'histoire de la ville et de ses habitants.

## Historique
Le musée de la ville de Cologne a été inauguré le 14 août 1888.

## Collections
Il dispose actuellement d'environ 300 000 objets, dont environ 5 000 sont généralement disponibles à l'exposition.